# Momordica charantia
Momordica charantia [ku gua 苦瓜], cunoscut sub numele de castravetele amar sau pepenele amar, este de origine necunoscută, dar este utilizată în medicina populară chineză ca plantă amară. În medicina ayurvedică este cunoscută sub denumirea de karela, în Europa fiind cunoscută sub denumirea de „castravete amar” datorită gustului său puternic amar. În cazul speciei Momordica charantia atunci cînd fructul este copt, acesta se rupe cu un pocnet caracteristic.
Nu există suficiente studii clinice care să dovedească efectele pozitive ale castravetelui amar, dar există studii care au dovedit efecte pozitive în laborator și în experimente pe animale.
Proprietăți

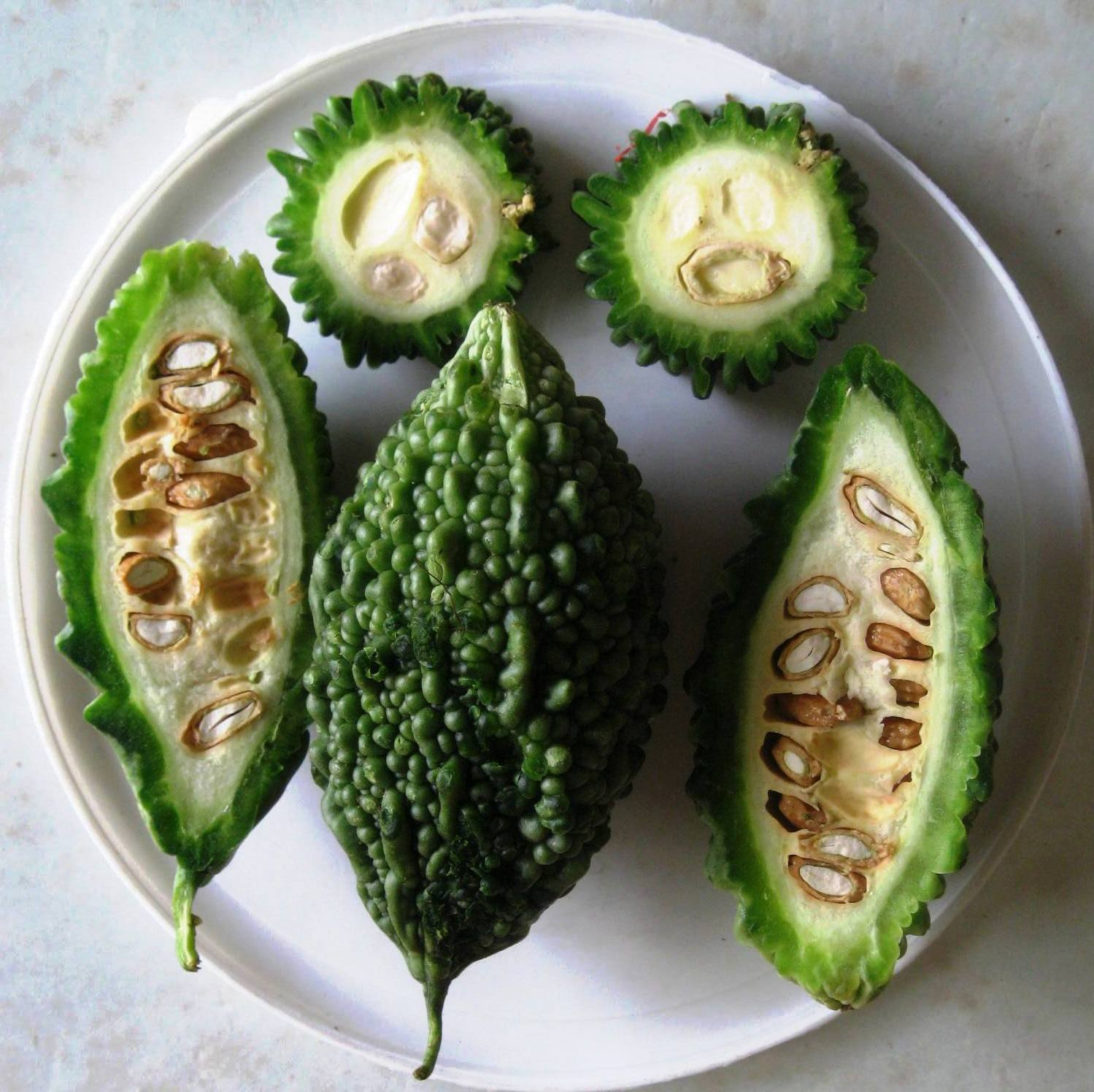
O charantia Momordica completă cu două secțiuni transversale înjumătățite și două.

Compoziția chimică a fructului de Momordica  este complexă:
- proteine, polipeptizi și lectine
- carotenoizi.
- acid clorogenic și rezorcinolic;
- fitosterolide tipul: betasitosterol și stigmasterol
- glicosteroizi: charantina si momordina;
- momordicina;

- hipoglicemiantă și antidiabetică datorită polipeptidului p supranumit și insulina verde cât și charantina și momordina.[5]
- vitamine din grupul B, inclusiv vitamina B3;
- minerale (calciu, magneziu și potasiu) și oligoelemente (fier, zinc, siliciu, nichel

Se utilizează extractul, aceasta având acțiuni diverse:
- Mecanismele implicate sunt la nivelul glucozo 6 -fosfatazei și a fructozei 1,6 bifosfatazei precum și reducerea glucozei via G6PDH Arhivat în 25 februarie 2008, la Wayback Machine.
- stomahică, antibacteriană, antivirotică, antifungică, antiparazitară, imunomodulatoare și chiar antitumorală si antineoplazică.

Atenție
Sâmburii conțin vicină și pot astfel cauza favism la persoanele susceptibile. În plus, arilele roșii ale semințelor par a fi toxice pentru copii, iar fructul este contraindicat pentru femeile gravide.

## Culinar
Bibiana Stanciulov, ambițioasa deținătoare a mărcilor Topoloveni și Topoloveana, a lansat, prin firma sa furnizoare de conserve naturale inclusiv pentru Casa Regală a României, dulceața de momordică, un produs unic în România, după o rețetă proprie originală, înregistrată la OSIM.